# Les Passantes
Les Passantes est un poème d'Antoine Pol qui est parvenu à la notoriété principalement du fait de sa mise en musique par Georges Brassens en 1972 dans l'album Fernande.
Quatre jours avant sa mort, Antoine Pol écrit : « Au fond qu'est-ce qu'une humaine existence ? Un fugace éclair de conscience… », ce qui par la versification et la sonorité en fait un vers extrêmement proche de ce poème.

## Poème d'origine
Ce poème, écrit en 1911, est publié en 1918 dans le premier recueil d'Antoine Pol, Émotions poétiques. Georges Brassens découvre le livre en 1942 chez un bouquiniste. Il met le poème Les Passantes sur une musique qu'il remanie plusieurs fois jusqu'en 1969. En 1970, il obtient d'Antoine Pol l'autorisation de chanter son poème. Il crée la chanson à Bobino en décembre 1972.
Le poème contient initialement 9 strophes.

## Chanson de Georges Brassens

### Strophes oubliées
Concernant les deux strophes oubliées par Georges Brassens dans la chanson, plusieurs hypothèses ont été émises.

#### Concernant la quatrième strophe
L'avis généralement admis est que le changement de contexte de cette 4e strophe, personnalisant trop « la passante », ainsi que l'hiatus terminant les quatrième et cinquième vers expliqueraient l'éviction de cette strophe par Georges Brassens. Cette strophe a pourtant été chantée par Maxime Le Forestier, en 5e position, en solo, ou en 3e position (cette dernière version en duo avec Georges Brassens) pour Le Grand Échiquier de Lino Ventura (1979) dont c'était la chanson préférée.

#### Concernant la sixième strophe
Il s'agit clairement d'une inversion complète du thème du poème où la femme est soi-disant confrontée à ses propres regrets de n'avoir pas su, alors que l'intégralité du reste du poème est consacré aux regrets de l'homme qui n'a pas su.
Quoique cette strophe, insérée au milieu du poème, semble renforcer encore les regrets de l'homme, Georges Brassens l'aurait éliminée pour les mêmes raisons. Ou l'emploi du dernier mot, « Orgueil » par rapport à « Amoureuses » (fin du premier vers de la strophe), alors que l'orgueil masculin est l'un des points de vue essentiels du poème tout au long de ses autres strophes.
Il est enfin possible que l'élision du mot « Encore » dans le 3e vers, ait été jugée inaudible ou malséante pour une personne originaire de Sète où même les « e » muets se prononcent, comme on peut l'entendre sur la chanson dans les strophes précédentes.
Brassens a tout de même choisi de conserver la 8e strophe contenant le vers « Aux cœurs qui doivent vous attendre », alors même que celle-ci se réfère à la 6e strophe non retenue, mais ceci est étayé dans la 9e strophe par les vers « On pleure les lèvres absentes De toutes ces belles passantes Que l’on n’a pas su retenir ».

### Versions alternatives et inédites
En 1972, lors de séances de travail, chez lui, Georges Brassens enregistre deux autres versions du poème ; versions qui présentent bien des différences avec la version « officielle », la tonalité, le rythme, mais aussi le choix des strophes. Ces deux versions alternatives demeurent inédites jusqu'en 2001, année où elles paraissent sur l'album posthume Georges Brassens Inédits.

#### Première version inédite
La plus courte et la plus rythmée des trois versions (3:57 contre 4:13 pour la version « officielle »).
Dans cette version, en plus des quatrième et sixième strophes, l'interprète ignore également la cinquième.

La dernière strophe est partiellement bissée, Georges Brassens (après que, tout en jouant de la guitare, il a imité le son d'une trompette) reprend : 
« On pleure les lèvres absentes

De toutes ces belles passantes

Que l’on n’a pas su retenir »

#### Seconde version inédite
Cette autre version alternative est d'une durée égale à la version « officielle » (4:13). Georges Brassens (comme pour la précédente), s'accompagne seul à la guitare.
Ici la quatrième strophe est chantée et c'est la cinquième que supprime Brassens, tout comme la sixième.

#### Particularité communes aux deux versions alternatives
Dans chacune de ces versions, Georges Brassens modifie le vers (8e strophe) : 
« Aux baisers qu’on n’osa pas prendre »

en chantant : 
«  Aux lèvres qu’on n’osa pas prendre »

## Clip
À l'occasion de la Journée internationale des femmes 2018, la photographe et vidéaste belge Charlotte Abramow réalise un clip pour l'interprétation de Brassens.  Dans le clip, pensé comme une « ode à la femme », on aperçoit plusieurs personnalités publiques, telles la journaliste Alice Pfeiffer, la vidéaste féministe Marion Seclin, ou l'actrice Déborah Lukumuena. La vidéo est une initiative des sociétés Universal Music et Havas Group dont le but est de faire revivre plusieurs chansons du XXe siècle.

## Reprises
La chanson a inspiré de nombreux artistes qui ont pu la reprendre dans divers styles musicaux, allant du reggae à la chanson italienne. Fabrizio De André l'interprète en italien dans l'album Canzoni en 1974, Graeme Allwright en anglais dans l'album "Graeme Allwright sings Georges Brassens" en 1985, paroles traduites par Andrew Kelly. Dans un genre inqualifiable, Iggy Pop la réinterprète aussi en français dans son album Après en 2012. Francis Cabrel, Maxime Leforestier et bien d'autres l'ont chantée également. En février 1995, Anne Sylvestre l'intègre à son récital au Théâtre de la Potinière dont témoigne un double album paru la même année.
Ces dernières années, les reprises se sont multipliées, sur des albums de compilation :
- En 1992, Francis Cabrel sur Chantons Brassens (reprise ensuite en 1996 sur Ils chantent Brassens)
- En 2000, la Banda Municipal de Santiago de Cuba livre une version "fanfare" sur l'album Fanfare Cubaine II. Elle sera reprise ensuite :
  - en 2004, sur la BO du film Le Rôle de sa vie ;
  - en 2008, sur la BO du film d'Agnès Jaoui Parlez-moi de la pluie ;
  - en 2011 sur l'album Brassens, échos du monde ;
  - en 2015 sur la BO du film La Fille du patron ;
- En 2000, Francis Cabrel sur l'album Double Tour, avec quelques adaptations : « Belle compagne de voyage » au début de la strophe 3, « Belles images aperçues » au début de la strophe 7 et « On pense avec un peu d'envie » à la strophe 8 ;
- En 2001, le groupe Lofofora l'a interprétée, dans le cadre de l'album Les Oiseaux de passage ;
- En 2006, en anglais, sous le titre The Passersby, par Jehro, sur un album de reprise intitulé Putain de toi ;
- En 2010, par Les Enfoirés dans le spectacle la Crise de nerfs (Jean-Louis Aubert, Francis Cabrel, Julien Clerc, Christophe Willem)
- En 2011, par le groupe Debout sur le zinc, sur un album destiné aux enfants intitulé Brassens chanté par ;
- En 2011, en catalan, sous le titre Les passants, par aBanda, sur l'album La crida de la terra[13];
- En 2016, par le comédien Pierre Richard, sur l'album Brassens sur Parole(s) ;
- En 2019, l'intro est reprise au piano par Romain Didier sur l'album Dans ce piano tout noir.
- En 2024, en espagnol dans le film Emilia Perez et intitulée Las Damas que pasan.

## Dans la culture
On peut trouver dans la culture différentes interprétations des Passantes qui servent une œuvre culturelle :
- Une fanfare l'interprète en version instrumentale en 2008 pour le tournage du long métrage Parlez-moi de la pluie réalisé par Agnès Jaoui. Parlez-moi de la pluie, ce sont aussi les premiers mots de L'Orage, une chanson de Georges Brassens.
- On la retrouve à nouveau interprétée par une fanfare dans le film La Fille du patron réalisé en 2014 par Olivier Loustau.

- Las damas que pasan, dans la scène finale d'Emilia Pérez (2024), de Jacques Audiard, est une adaptation des Passantes par une fanfare funèbre latino-américaine, chantée par les survivantes du film.